# ميشيل بودري
ميشيل بودري هو قاضي كندي، ولد في 12 يونيو 1941.